# Eugen Bothe
Eugen Carl Friedrich Bothe (* 10. Mai 1835 in Wildeshausen; † 30. Juni 1912 in Oldenburg) war ein Jurist, Oldenburgischer Geheimer Oberjustizrat und von 1904 bis 1908 Präsident am Oberlandesgericht Oldenburg.

## Leben und Karriere
Die Familie Bothe war seit dem 15. Jahrhundert in Vechta ansässig. Aus ihr gingen zahlreiche Juristen und Beamte hervor.
Eugen Bothe wurde am 10. Mai 1835 als Sohn des Oberamtmanns Caspar Franz Theodor Bothe (1795–1883) und dessen Ehefrau Christine geb. von Varendorf (1805–1888) in Wildeshausen geboren. Er besuchte das Gymnasium Carolinum in Osnabrück und studierte anschließend in Göttingen und Heidelberg Rechtswissenschaften. 1857 bestand er das Tentamen und trat 1859 als Auditor in den oldenburgischen Justizdienst. Er war zunächst bei der Staatsanwaltschaft am Obergericht Birkenfeld in dem zu Oldenburg gehörenden Fürstentum Birkenfeld tätig. 1861 bestand er das zweite Staatsexamen und wurde Obergerichtssekretär und Hilfsrichter beim Obergericht in Birkenfeld. 1868 erhielt er eine Stelle als Hilfsbeamter beim Verwaltungsamt und Amtsgericht Stollhamm. 1869 und 1870 war Bothe als Richter beim Amtsgericht Oldenburg tätig, danach noch einmal kurz beim Amt Stollhamm.
1872 wurde er zum Staatsanwalt beim Obergericht in Varel ernannt und im folgenden Jahr zum Obergerichtsrat befördert. 1879 kam er an das Landgericht Oldenburg und wurde 1887 unter Ernennung zum Oberlandesgerichtsrat Mitglied des Oberlandesgerichts Oldenburg. Am 3. Februar 1904 wurde Bothe zum Präsidenten des Oberlandesgerichts ernannt, nachdem ihm im Jahre 1901 der Titel Geheimer Oberjustizrat verliehen worden war. Am 15. Juli 1908 trat er in den Ruhestand. Sein Nachfolger im Amt wurde Eduard Niebour.
Bereits 1861 wurde Bothe, der sich zum katholischen Glauben bekannte, Mitglied der Kommission für die katholischen Kirchenangelegenheiten. Im Jahre 1888 wurde er förmlich zum Mitglied der Kommission zur Wahrnehmung der staatlichen Rechte hinsichtlich der katholischen Kirche ernannt. Seit 1889 gehörte er auch der Behörde zur Entscheidung der Kompetenzkonflikte zwischen den Verwaltungs- und Gerichtsbehörden an. Als Richter, der zuletzt das höchste Richteramt in Oldenburg bekleidete, stand er in hohem Ansehen und wurde respektvoll als Zeus Bothe bezeichnet.

## Familie
Bothe war unverheiratet. Einer seiner Neffen, Friedrich Christian Karl Bothe (1862–1932), wurde 1930 Landgerichtspräsident in Oldenburg.